# Bunju
Bunju is een deelgebied in het district Kinondoni van de regio Dar es Salaam in Tanzania. Volgens een onderzoek uit 2002 wonen er 20.868 mensen in dit gebied.